# Czepielowice
Czepielowice (deutsch Tschöplowitz) ist ein Dorf in Niederschlesien. Der Ort liegt in der Gmina Lubsza im Powiat Brzeski in der polnischen Woiwodschaft Oppeln.

## Geographie

### Geographische Lage
Das Angerdorf Czepielowice liegt rund sechs Kilometer südöstlich vom Gemeindesitz Lubsza (Leubusch), ca. neun Kilometer nordöstlich der Kreisstadt Brzeg (Brieg) und rund 43 Kilometer nordwestlich der Woiwodschaftshauptstadt Oppeln. Der Ort liegt in der Nizina Śląska (Schlesische Tiefebene) innerhalb der Równina Oleśnicka (Oelser Ebene). Südlich des Dorfes fließt die Oder.

### Nachbarorte
Nachbarorte von Czepielowice sind im Norden Śmiechowice (Moselache), im Osten Nowe Kolnie (Neu Köln) und im Südwesten Kościerzyce (Groß Neudorf).

## Geschichte
In dem Werk Liber fundationis episcopatus Vratislaviensis aus den Jahren 1295–1305 wird der Ort erstmals als villa Czepelowitz erwähnt.
Nach dem Ersten Schlesischen Krieg 1742 fiel Tschöplowitz zusammen mit dem größten Teil Schlesiens an Preußen. 
Nach der Neugliederung Preußens gehörte die Landgemeinde Tschöplowitz ab 1815 zur Provinz Schlesien und war ab 1816 dem Landkreis Brieg eingegliedert, mit dem es bis 1945 verbunden blieb. 1874 wurde der Amtsbezirk Groß Neudorf gegründet, welcher die Landgemeinden Groß Neudorf, Neu Moselache und Tschöplowitz und den Gutsbezirk Groß Neudorf umfasste. 1885 zählte der Ort 1329 Einwohner.
1933 zählte Tschöplowitz 1412 Einwohner. Am 3. Februar 1937 wurde der Ortsname in Gerlachshain umbenannt. 1939 lebten 1420 Menschen im Ort. Bis 1945 befand sich der Ort im Landkreis Brieg.
Als Folge des Zweiten Weltkriegs fiel Tschöplowitz wie fast ganz Schlesien 1945 an Polen, wurde in Czepielowice umbenannt und der Woiwodschaft Schlesien angegliedert. Die deutsche Bevölkerung wurde, soweit sie nicht vorher geflohen war, weitgehend vertrieben. Die neu angesiedelten Bewohner waren zum Teil Heimatvertriebene aus Ostpolen. 1950 kam der Ort zur Woiwodschaft Oppeln. 1999 kam der Ort zum Powiat Brzeski.

## Sehenswürdigkeiten
- Die römisch-katholische Mariä-Namen-Kirche (poln. Kościół Najświętszego Imienia Maryi) wurde 1688 als evangelisches Gotteshaus errichtet. Die Kirche steht seit 1964 unter Denkmalschutz.[6]
- Pfarrhaus aus Backstein
- Hölzernes Wegekreuz

## Vereine
- Fußballverein LZS Czepielowice
- Freiwillige Feuerwehr OSP Czepielowice